# Фридрих Каулбарс
Фридрих (Фьодор) Карлович Каулбарс (на руски: Федор Карлович Каульбарс) е руски барон, офицер, полковник. Участник в Руско-турската война (1877 – 1878).

## Биография
Фридрих Каулбарс е роден на 12 октомври 1836 г. в Естляндска губерния в семейството на потомствен лутерански дворянин. Ориентира се към военното поприще. Завършва школата за гвардейски подпрапорщици и кавалерийски юнкери през 1856 г. Произведен е в първо офицерско звание прапоршчик с назначение във 2-ри лейбгвардейски стрелкови батальон. Бързо печели репутация на един от най-добрите стрелци. Постепенно се издига във военната кариера. Повишен е във военно звание полковник с назначение в 1-ви стрелкови батальон (1870). Командир е последователно на 4-ти стрелкови батальон и 118-и пехотен Шуйски пехотен полк (1872).
Участва с полка в Руско-турската война (1877 – 1878).На 18/30 юли 1877 г. по време на Втората атака на Плевен, 118-и пехотен Шуйски полк е оставен в общия резерв на 125-и Курски и 126-и Рилски пехотни полкове от бригадата с командир генерал-майор Андрей Горшков. Полкът се включва в боя към 17 часа. Атакувани са „Араб табия“, „Атуф паша табия“ и „Ибрахим бей табия“. В момента на атаката Каулбарс се намира на крайния десен фланг на лявата руска колона и пред 2-ра стрелкова рота. Заедно с 6-та рота, 7-ма рота и 3-ти батальон, следвани от остатъците на 125-ти Курски и 126-ти Рилски пехотни полкове са вляво от укрепление № 11 „Атуф паша табия“ и атакуват укрепления №9 „Баш табия“ и №10 „Араб табия“. В 18 часа, с дружни усилия, изтласкват турците от окопите пред главната квартира на Осман паша, а укрепление №10 е превзето. Полковник Фридрих Каулбарс е ранен в крака, но не напуска боя. Не позволява на войниците да го изнесат в превързочния пункт. Продължава да командва своите войници, докато не получава нова рана в лявата ръка. Трети път е ранен отново в лявата ръка при което пада от коня. Конят е убит по време на опит да се качи на него. Войниците се спускат към него, качват го на носилка и го изнасят назад. Докато е на носилката, изсвистява снаряд и се пръсва на осколки. Осколките раняват тежко Каулбарс в стомаха и гърдите. В последните минути на своя живот се обръща към своя адютант с думите: „Е, юноша, прощавайте! Обърнете лицето ми към неприятеля! Дайте ми в ръката вашият револвер! Благодаря! ...сега не ще отдам живота си даром. Вървете в боя!“
Героичната му смърт е пример за мъжество и достойно изпълнен армейски дълг.

## Паметник
В памет на загиналите офицери във втората атака на Плевен полковник Фьодор Каулбарс, капитан Сергей Суворов, поручик Антон Непокойчицкий, подпоручици Константин Жукович, Петър Доброволский, Иван Сомойлович, Валериан Вержбицкий, прапорщици Михаил Андреевский и Афанасий Агашкин от 118-и Шуйски пехотен полк и подпоручик Иван Хребтухов от 117-и Ярославски пехотен полк до редута „Омер бей табия“ е издигнат паметник във вид на мраморна колона с метален кръст. В съседство с него се издига паметникът на убитите 475 войници и подофицери от 117-и Ярославски пехотен полк и 378 войници и подофицери от 118-и Шуйски пехотен полк.

## Семейство
- баща - барон Карл Романович Каулбарс (Karl Ludwig von Kaulbars) – генерал-лейтенант (1802 – 1870)
- майка - Наталия Фьодоровна (Natalie von Engelhardt) – първа съпруга на баща му (1807 – 1881)
- съпруга - Густава Линдрос (Gustava Lindroos)
- сестра - Екатерина Карловна (Katharina (Kitty) von Kaulbars) (1833 – 1912)
- брат - Роман Карлович (Reinhold Fredrik von Kaulbars) (1835 – 1902)
- сестра - Анна Карловна (Anna von Ungern-Sternberg von Kaulbars) (1839 – 1861).
- мащеха - Мария Александровна (Maria von Essen) (1838 – 1916)
- полубрат - Евгений Карлович (1862 – 1919)
- сестра - Елена Карловна (Helena von Kaulbars) (1863 – ?)
- полубрат - Владимир Карлович (1865 – 1893)
- полусустра - Олга Карловна (1866 – 1874)
- полубрат - Александър Карлович (1868 – 1912)

## Галерия
- Паметник на офицерите от 117-и Ярославски и 118-ги Шуйски пехотни полкове убити при втората атака на Плевен на 18 юли 1877 г.
- Паметник на офицерите от 117-и Ярославски и 118-и Шуйски пехотни полкове убити при втората атака на Плевен на 18 юли 1877 г.
- Паметник на офицерите от 117-и Ярославски и 118-и Шуйски пехотни полкове убити при втората атака на Плевен на 18 юли 1877 г.
- Паметник на офицерите от 117-и Ярославски и 118-и Шуйски пехотни полкове убити при втората атака на Плевен на 18 юли 1877 г.
- Паметник на офицерите от 117-и Ярославски и 118-и Шуйски пехотни полкове убити при втората атака на Плевен на 18 юли 1877 г.
- Паметник на офицерите от 117-и Ярославски и 118-и Шуйски пехотни полкове убити при втората атака на Плевен на 18 юли 1877 г
- Паметник на 475 нисши чина от 117-и Ярославски пехотен полк и 378 нисши чина от 118-и Шуйски пехотен полк убити при втората атака на град Плевен на 18 юли 1877 г.
- Паметник на 475 нисши чина от 117-и Ярославски пехотен полк и 378 нисши чина от 118-и Шуйски пехотен полк убити при втората атака на град Плевен на 18 юли 1877 г.
- Паметник на 475 нисши чина от 117-и Ярославски пехотен полк и 378 нисши чина от 118-и Шуйски пехотен полк убити при втората атака на град Плевен на 18 юли 1877 г.
- Паметник на 378 нисши чина от 118-и Шуйски пехотен полк убити при втората атака на град Плевен на 18 юли 1877 г.
- Паметник на 475 нисши чина от 117-и Ярославски пехотен полк убити при втората атака на град Плевен на 18 юли 1877 г.